# Carl Ferdinand van Vleuten
Carl Ferdinand van Vleuten (Pseudonym: Carl Ferdinands, * 20. Oktober 1874 in Bonn; † 1945) war ein deutscher Mediziner und Schriftsteller.

## Leben
Carl Ferdinand van Vleuten war der Sohn eines Landtagsabgeordneten. Er besuchte ein Gymnasium in Bonn und studierte ab 1894 Medizin, Naturwissenschaften und Kunstgeschichte an den Universitäten in Bonn und München. 1898 promovierte er an der Universität Bonn zum Doktor der Medizin. Anschließend unternahm er als Schiffsarzt eine Reise nach Amerika. Ab Ende 1899 wirkte er als Arzt in der Nervenheilanstalt Dalldorf bei Berlin; später praktizierte er selbstständig in Dalldorf, dem heutigen Berlin-Wittenau.
Carl Ferdinand van Vleuten veröffentlichte neben seiner ärztlichen Tätigkeit unter seinem Pseudonym „Carl Ferdinands“ Romane, Erzählungen, Märchen und Gedichte. Er schrieb vorwiegend für Kinder und Jugendliche; seine erzählenden Werke behandeln meist Stoffe aus der rheinischen  Geschichte und sind von starkem Patriotismus und dezidierter Franzosenfeindlichkeit geprägt.

## Werke
- Über Pachymeningitis haemorrhagica interna traumatica, Bonn 1898
- Ri-Ra-Rutsch!, Berlin 1904 (zusammen mit Hans Richard von Volkmann)
- Im Sommergarten, Nürnberg 1906
- Vernichter und Vernichtete, Berlin 1906
- Bruder Lustig, Köln a. Rh. 1907
- Normannensturm, Mainz 1908
- Mit Sang und Klang das Jahr entlang!, Leipzig 1909
- Die Pfahlburg, Mainz 1909
- Graf Allotria, Leipzig 1910 (zusammen mit Else Rehm-Viëtor)
- Um die Kaiserstadt, Leipzig 1913
- Kinderreich, was kommt dir gleich!, Leipzig-Reudnitz 1921 (zusammen mit Else Wenz-Viëtor)
- Die Höhlenbären, Berlin 1922
- Der Sieg des Hein Hammerschlag, Berlin 1922
- Die drei Treuen auf Kaltenborn, Berlin 1923
- Bimm, bamm, bumm, Leipzig 1924 (zusammen mit Carl Mickelait)
- Kleine Leut' in Spiel und Freud, Leipzig 1925 (zusammen mit Mathilde Ritter)
- Der Sommergarten, Berlin 1925 (zusammen mit Wilhelm Reetz)
- Butzemann, Leipzig-R. 1926 (zusammen mit Fritz Koch-Gotha)
- Mein liebes kleines Buch, Leipzig 1928 (zusammen mit Gertrud Caspari)
- Die lustige Kutsche, Leipzig 1929 (zusammen mit Curt Junghändel)
- Winterzeit, Weihnachtszeit, Leipzig 1929 (zusammen mit Pauli Ebner)
- Familie Steinpilz, Markersdorf 1932 (zusammen mit Mathilde Ritter)

## Herausgeberschaft
- Aus der goldenen Schmiede, Leipzig 1910
- Forscherfreude, Leipzig 1914 (herausgegeben zusammen mit Hermann Berdrow)
- Die schöne alte Zeit, Leipzig 1920
- Die Schelmenkappe, Leipzig 1935